# Chimarra erectiloba
Chimarra erectiloba is een schietmot uit de familie Philopotamidae. De soort komt voor in het Neotropisch gebied.